# Chromafenozid
Chromafenozid ist eine chemische Verbindung aus der Gruppe der Benzohydrazide.

## Gewinnung und Darstellung
Die Synthese von Chromafenozid geht von 5-Methyl-6-chromancarbonsäure aus. Über das Säurechlorid erhält man mit tert-Butylhydrazin das Hydrazid, welches durch Acylierung mit 3,5-Dimethylbenzoylchlorid Chromafenozid ergibt.

## Eigenschaften
Chromafenozid ist ein farbloser, in technischer Qualität gelblicher Feststoff, der praktisch unlöslich in Wasser ist.

## Verwendung
Chromafenozid ist ein von Nippon Kayaku und Sankyo gemeinsam entwickeltes und um 2000 eingeführtes Bisacylhydrazin-Insektizid. Es wird zur Bekämpfung von Lepidopterenlarven, z. B. Apfelwickler, in zahlreichen Kulturen, wie Obst, Wein, Gemüse und Forst, eingesetzt.
Es ist ein Ecdysteroid-Agonist, der an die Rezeptorproteine der Insektenhäutungshormone bindet. Dadurch wird die Chitin-Synthese gehemmt und der Häutungsprozess gestört. Der Entwicklungsprozess wird unterbrochen, die Larven stellen die Fraßaktivität ein und sterben bald ab.

## Zulassung
In der Europäischen Union sind Pflanzenschutzmittel mit diesem Wirkstoff zugelassen. Jedoch sind in Deutschland, Österreich und der Schweiz keine derartigen Präparate zugelassen.

## Sicherheitshinweise
Die Verbindung ist nicht bienengiftig, nicht fischgiftig und nützlingsschonend. Sie wird daher zum Einsatz im integrierten Pflanzenschutz empfohlen. Der Abbau erfolgt vor allem photolytisch. Die Halbwertszeit im Boden beträgt einige Wochen bis einige Monate.

## Nachweis
Die Rückstandsbestimmung in Pflanzen und Boden erfolgt mittels HPLC-Methode.

## Externe Links zu erwähnten Verbindungen
1. ↑  Externe Identifikatoren von bzw. Datenbank-Links zu 5-Methyl-6-chromancarbonsäure:  CAS-Nr.: 20006-76-2, PubChem: 15767553, Wikidata: Q134088916.
2. ↑  Externe Identifikatoren von bzw. Datenbank-Links zu 3,5-Dimethylbenzoylchlorid:  CAS-Nr.: 6613-44-1, GESTIS: 901209, PubChem: 81088, Wikidata: Q72469453.